# Herbert Gosebruch
Herbert Gosebruch (* 1912 in Essen; † 10. Januar 1945 bei Elbing) war ein deutscher Opernsänger (Bariton).

## Leben
Gosebruch begann als Chorsänger am Stadttheater Krefeld. Nach seiner Ausbildung zum Solisten sang er ab 1939 an der Volksoper Berlin, ab 1942 am Opernhaus in Essen. 1943/44 übernahm er bei den Bayreuther Festspielen die Rolle des Hermann Ortel in Richard Wagners Oper Die Meistersinger von Nürnberg. In dieser Rolle ist er auf mehreren Schallplattenaufnahmen zu hören, u. a. in der Bayreuther Gesamtaufnahme der Oper unter Wilhelm Furtwängler (1943).
Herbert Gosebruch war ein Sohn des Kunsthistorikers Ernst Gosebruch und ein älterer Bruder des Kunsthistorikers Martin Gosebruch. Er war mit der Sopranistin Emmy Stoll verheiratet. Im Herbst 1944 wurde er von der Wehrmacht eingezogen und fiel Anfang 1945 in Ostpreußen.